# Покровский сквер
Покровский сквер — один из скверов Ростова-на-Дону, расположенный в центре города. До 2003 года назывался Кировским.

## История и деятельность
В 1897 году под руководством и на пожертвования ростовского купца Г. Г. Пустовойтова у красной линии Богатяновского проспекта, в западной части Покровского сквера, было начато строительство каменной Новопокровской церкви, которая была освящена 22 мая 1909 года. В годы советской власти она была закрыта, в 1930-х годах разрушена, и на её месте был установлен памятник С. М. Кирову. В 2003 году памятник Кирову переместили из парка на угол Кировского проспекта и улицы Пушкинской. В феврале 2005 года был заложен камень в восстанавливаемый Покровский храм. Храм, построенный по проекту архитектора Г. А. Шевченко, получил название Старо-Покровского и был освящён 11 ноября 2007 года. Незадолго до освящения храма, 25 июня 2007 года, на территории сквера перед храмом в Покровском был открыт памятник императрице Елизавете Петровне (автор памятника — скульптор Сергей Олешня).
В Покровском сквере установлен памятник первому водопроводу — бронзовая скульптура женщины в одежде XIX века набирает воду из колонки.
В 2009 году Покровский сквер был признан лучшим объектом озеленения Ростова-на-Дону.